# Kazuaki Tasaka
Kazuaki Tasaka (Hiroshima, Prefectura d'Hiroshima, Japó, 3 d'agost de 1971) és un entrenador i exfutbolista japonès.

## Selecció japonesa
Kazuaki Tasaka va disputar 7 partits amb la selecció japonesa.